# Jack Jones (rugby à XV, 1886)
Pour les articles homonymes, voir Jack Jones.

a Compétitions nationales et continentales officielles uniquement.

b Matchs officiels uniquement.
Jack Jones, né le 2 mars 1886 à Pontymoile et mort le 19 mars 1951 à Llantarnam, est un joueur de rugby à XV gallois, évoluant au poste de centre pour le pays de Galles.

## Biographie
Né à Pontypool, Jack Jones dispute son premier test match le 12 décembre 1908 contre l'Australie et son dernier contre l'Irlande le 15 janvier 1921. Il joue quatorze matches et inscrit six essais. Jack Jones dispute trois test matches avec les Anglo-Gallois en tournée en 1908 en Nouvelle-Zélande et trois test matches avec les Lions britanniques en 1910 en Afrique du Sud.

## Palmarès
- Victoire et Triple Couronne dans le tournoi britannique 1909.
- Grand Chelem dans le Tournoi 1911.

## Statistiques en équipe nationale
- Quatorze sélections en équipe du pays de Galles.
- 18 points (6 essais).
- Sélections par année : 1 en 1908, 4 en 1909, 2 en 1910, 2 en 1912, 2 en 1913, 2 en 1920, 1 en 1921.
- Participation au tournoi britannique 1909.
- Participation à cinq Tournois des Cinq Nations en 1910, 1912, 1913, 1920 et 1921.